# Теодор Ламбрінос
Теодор Ламбрінос (англ. Theodore Lambrinos; 25 липня 1935, Бруклін, Нью-Йорк, США — 29 березня 2021, там же) — американський оперний співак-баритон, знаний виконанням «Ріголетто» й інших творів Джузеппе Верді.

## Молодість і музична освіта
Народився у Брукліні в родині грецьких іммігрантів. Його батько — чемпіоном Греції у напівлегкій вазі, який провів 80 боїв у Нью-Йорку. Після закінчення школи Ламбрінос працював у фірмі батька з ремонту меблів, а потім приєднався до грецького церковного хору. Його заохочували вчитися вокалу, і після одного уроку він пройшов своє перше прослуховування до російського Хору донських козаків. Він одразу отримав пропозицію про гастролі країною з виконанням двадцяти російських пісень. Ламбрінос негайно дістався метром з Брукліну на Мангеттен і в російській чайній попросив офіціантів фонетично навчити його російських слів. Згодом він гастролював США та виступав на Бродвеї, Оф-Бродвеї та у літніх постановках.
Антон Коппола змінив хід кар'єри Ламбріноса, коли почув його спів, сказав: «Ти повинен бути в опері!». Ламбрінос почав слухати записи великих оперних співаків. З трьома аріями він записався на прослуховування у Метрополітен-оперу та отримав місце на прикінцевому етапі, а також нагороду Гледіс Аксман Тейлор. Його прорив стався під час туру Метрополітен 1966 року, коли імпресаріо Рудольф Бінг найняв його. Ламбрінос дебютував у 1968 році у «Лоенґріні» Вагнера.
Під час туру з Met National Company, співаючи різні опери щовечора всією країною, на відпочинку з колегами його раптово штовхнув у басейн жартуючи інший співак. Реакція на хлорку спричинила поступову втрату голосу. Він не зміг продовжити контракт, що розлютило Рудольфа Бінга, який стверджував, що у Ламбріноса велике майбутнє у Метрополітен. Після діагностики та лікування важкої алергічної реакції на хлор Ламбрінос він і його дружина Партена залишили музику, поступово повертаючи голос нота за нотою. Через п'ять років він повернувся на сцену у «Богемі» з Нью-Йоркською Гранд Оперою, і його оперна кар'єра відновилася. У 1992 році Ламбрінос отримав контракт від Метрополітен-опера у віці 57 років.

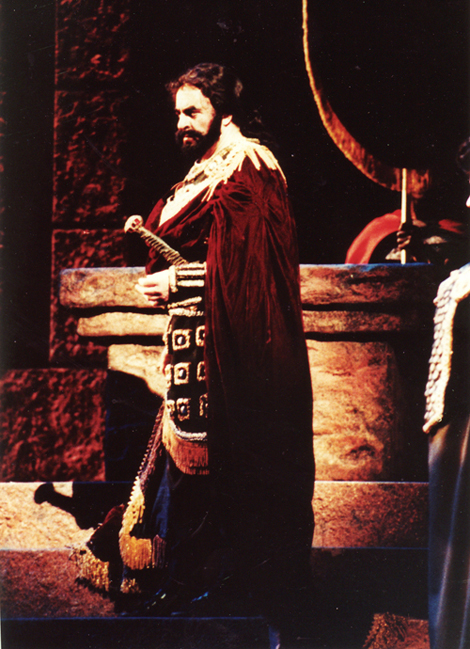
Ламбрінос в «Набукко»

За свою кар'єру Ламбрінос виконав понад 60 головних партій баритона на міжнародному рівні та в Метрополітен-опера у постановках, зокрема «Стіффеліо», «Ріголетто» й «Аїди». Він виконав ролі у майже 200 виставах «Ріголетто», «Набукко», «Трубадур», «Сільська честь» та «Паяци», «Аїді» та «Тоскі» з гастрольною європейською компанією Teatro Lirico d'Europa Європою та США. Виступи перенесли його з Близького до Далекого Сходу: Пекін, Китай; і він співав з Пласідо Домінго, Рене Флемінг і Франко Кореллі. «Ріголетто» стало одним з його найпопулярніших виступів. «Ламбрінос заспівав партію „Ріголетто“ з упевненістю людини, яка виступала в цій ролі на сцені Метрополітен. Він використав весь діапазон свого насиченого баритона, щоб сформувати переконливу гру персонажа, відходячи від гіркого сарказму в судових сценах до найніжнішої любові до своєї доньки, перед тим, як остаточно впасти у відчай. Ламбрінос особливо ефективно передав блискавичні зміни настрою у своїй арії „Pari siamo“». Для Opera Tampa він виконав роль Карло Трески у світовій прем'єрі «Сакко та Ванцетті» Антона Копполи.

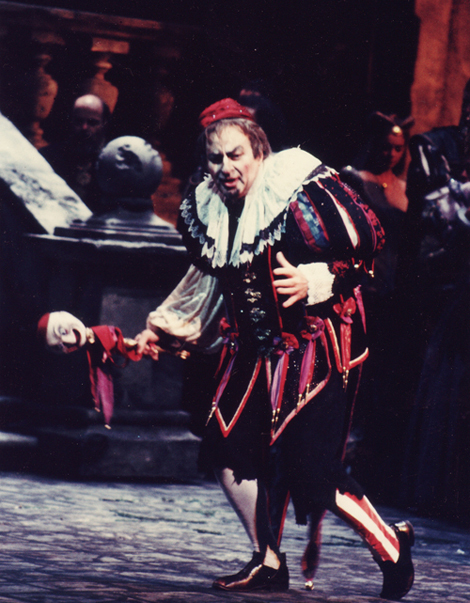
Ламбринос в «Ріголетто»

Крім того, Ламбрінос подорожував з «Послами опери» у складі квартету, який виконував опери, на Бродвейських концертах у понад 20 країнах, зокрема для Індіри Ганді в Індії та для королеви Сірікіт, Бангкок, Таїланд, для Імельди Маркос у Манілі, Філіппіни, і для шейхів, емірів і принцес в Бахрейні, Дубаї, Кувейті, Абу-Дабі та в Об'єднаних Арабських Еміратах, Пакистані, Малайзії, Індонезії та Каїрі.
Ламбрінос також співав з New York Grand Opera Company, яка під керівництвом директора-засновника Вінсента Ла Сельви безкоштовно ставила опери в Центральному парку. Критик «Нью-Йорк таймс» Тім Пейдж рецензував виконання Ламбріносом головної ролі в «Набукко» у 1983 році, зазначивши, що його образ «довів, що у світі раннього Верді є місце для вишуканості й елегантності».
В інтерв'ю «Опера ньюз» Ламбрінос розповів, як виконав 21 виставу Скарпіа за 26 днів під час гастролей, і чому він віддав перевагу гастролям: «Я просто хочу співати. У мене все налаштовано, і я хочу цим скористатися».
Його «Ріголетто» було першою історичною постановкою опери у Ханої, В'єтнам.

## Еллінські пісні
На честь своєї грецького походження Ламбрінос представив «Данину еллінському духу» у Лінкольн-центрі, віддаючи особливу данину пам'яті грецькому столичному оперному співаку з голосом бас Ніколо Москоні. Він часто співав у грецьких православних церквах і випустив альбом «Theodore Lambrinos Sings Hellenic Songs».
У своїх неопублікованих мемуарах Ламбрінос писав: «Я завжди мріяв представити програму з еллінськими піснями, переглянувши багато-багато сотень старих порваних нот, поки не знайшов справжні дорогоцінні камені. Коли еллінські композитори поїхали до Італії навчатися у великих майстрів під час османської окупації Греції наприкінці 1800-х років, вони повернулися з цією майже забутою спадщиною прекрасних класичних мелодій і карколомних історій. Я завжди вірив, що якби публіка почула ці прекрасні еллінські пісні, так само як італійські неаполітанські пісні, вони були б такими ж популярними. У травні 1999 року мої мрії здійснилися. Я продюсував „Tribute to the Hellenic Spirit“ під диригуванням Антона Копполи у Лінкольн-центрі. Овації та багато нових шанувальників цих унікальних пісень. Сьогодні я сподіваюся, що спадщина цих класичних пісень не буде втрачена, а збережеться для майбутніх поколінь».

## Особисте життя
Його перша дружина, Парфена Каріпід, була його менеджером. Коли вона захворіла на БАС, Ламбрінос піклувався про неї, поєднуючи співочу кар'єру та підтримку сім'ї. У них було двоє дітей, дочка Карі та син Тед. Партена померла у 1992 році.
Він познайомився зі своєю другою дружиною, співачкою з голосом сопрано Голлі Нілл, у Каїрі, під час спільного виступу у «Кармен». Вони одружилися у 1999 році.

## Пізніші роки

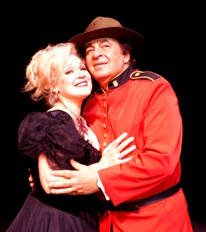
З дружиною Голлі Нілл у «Скандальному романі».

Протягом останніх 18 років кар'єри Ламбрінос гастролював з операми та виставами, часто зі своєю дружиною Голлі Нілл. Вони співали в опері/бродвейських концертах по всьому світу, а також в оригінальній опереті Нілл «Скандальний роман», яка отримала схвальні відгуки. «Ніл і Ламбрінос чудово підходять як вокально, так й артистично. Пара, одружена у реальному житті, приносить чудову хімію на сцену… Глядачі можуть пам'ятати Ламбріноса як владного Ріголетто, коли Товариство виконавських мистецтв Джефферсона представило свою першу повну оперу. Його голос залишається потужним і багатим на оперні арії, як-от „Nemico dell patria“ з „Андре Шеньє“ і візитівка Нельсона Едді „Stouthearted Men“. Насолода від „Скандальний роман“ полягає в тому, щоб почути двох чудових співаків, які беруться за каталог класичних пісень». Компакт-диск з цим мюзиклом представлено на 50-й щорічній церемонії «Греммі» у категорії «Найкращий альбом музичного шоу». Іншим їхнім спільним шоу було «The Diva and the Baritone — Cole Porter to Puccini», також добре оцінене.
Ламбрінос також викладав у своїй нью-йоркській студії вокалу техніку, яку застосовував протягом 60-річної кар'єри аж до його останнього запису у віці 83 років. Він підтримував студію до пандемії COVID-19, навчаючи тенорів, баритонів і басів.

## Смерть
Ламбрінос продовжував співати до 2021 році; вік ніколи не впливав на його голос. У лютому 2021 року він з дружиною Голлі заспівав в останнє дуетом «Sweethearts». Через місяць його ушпиталили зі станом, що не загрожував життю, але там заразився COVID-19. Лікарі повідомили, що він, швидше за все, не повернеться додому, Ламбрінос подзвонив дружині, щоб попрощатися.
Він помер від ускладнень COVID-19 у віці 85 років.